# Atlanta (Teksas)
Atlanta – miasto w Stanach Zjednoczonych, w stanie Teksas, w hrabstwie Cass.

## Demografia
Według przeprowadzonego przez United States Census Bureau spisu powszechnego w 2010 miasto liczyło 5 675 mieszkańców, co oznacza spadek o 1,2% w porównaniu do roku 2000. Natomiast skład etniczny w mieście wyglądał następująco: Biali 65,0%, Afroamerykanie 30,2%, Azjaci 0,6%, pozostali 4,2%.